# Twoism
Twoism est un EP du groupe écossais de musique électronique Boards of Canada.
Distribué à une centaine d'exemplaires en 1995, sur fonds propres et sur le label du groupe, Music70, Twoism est réédité en 2002 par l'influent label Warp Records qui a déjà diffusé les albums Music Has the Right to Children et Geogaddi du groupe.

## Liste des titres
| 1.    | Sixtyniner                                        | 5:17 |
| 2.    | Oirectine                                         | 5:11 |
| 3.    | Iced Cooly                                        | 2:22 |
| 4.    | Basefree                                          | 6:35 |
| 5.    | Twoism                                            | 6:06 |
| 6.    | Seeya Later                                       | 4:33 |
| 7.    | Melissa Juice                                     | 1:32 |
| 8.    | Smokes Quantity                                   | 3:10 |
| 9.    | 1986 Summer Fire (Caché à la suite de la piste 8) | 1:36 |
| 36:22 |                                                   |      |